# Kodeks 0305
Kodeks 0305 (Gregory-Aland no. 0305) – grecki kodeks uncjalny Nowego Testamentu na pergaminie. Rękopis jest przechowywany w Paryżu. Tekst rękopisu nie jest wykorzystywany we współczesnych wydaniach  greckiego Nowego Testamentu.

## Opis
Zachował się fragment 1 pergaminowej karty rękopisu, z greckim tekstem  Ewangelii Mateusza (20,2-23.30-31). Karta kodeksu ma rozmiar 11,5 na 6,5 cm. Według rekonstrukcji tekst był pisany dwoma kolumnami na stronę, 25 linijek tekstu na stronie.

## Historia
Nieznana jest data powstania rękopisu. INTF nie oszacował wieku rękopisu metodą paleograficzną .
Fragment nie jest cytowany w wydaniach greckiego Nowego Testamentu Nestle-Alanda (NA28). Nie jest cytowany w czwartym wydaniu Zjednoczonych Towarzystw Biblijnych (UBS4).
Rękopis jest przechowywany we  Francuskiej Bibliotece Narodowej (Copt. 133.2, fol. 3) w Paryżu .